# Грубна
Гру́бна — село в Україні, у Сокирянській міській громаді Дністровського району Чернівецької області.

## Географія
У селі бере початок річка Лопатінка, ліва притока Пруту. Знаходиться за 37 км від міста Сокиряни. Найближча залізнична станція — Васкауци (за 5 км). 

## Історія
У писемних джерелах вперше згадується у 1771 році, засновано переселенцями старообрядців — липованами.
З 24 серпня 1991 року село в складі Незалежної України.

## Населення
За переписом населення 2001 року в селі мешкали 1 934 особи.

### Мова
Розподіл населення за рідною мовою за даними перепису 2001 року:
| Мова       | Відсоток |
| ---------- | -------- |
| російська  | 91,53 %  |
| українська | 7,12 %   |
| молдовська | 1,03 %   |
| болгарська | 0,1 %    |
| білоруська | 0,05 %   |
| румунська  | 0,05 %   |

## Політика
Населений пункт вирізняється більш проросійськими політичними поглядами.
За результатами виборів Президента України 2004 (повторного 2-го туру): Янукович Віктор — 79,67 % (870 осіб); Ющенко Віктор — 15,38 % (168 осіб). Явка — 72,22 % (1092 з 1512 осіб).
За результатами парламентських виборів 2006: Партія регіонів — 76,35 % (791 особа); Партія екологічного  порятунку «ЕКО+25 %» — 3,96 % (41 особа); Блок Юлії Тимошенко — 2,99 % (31 особа); Блок Наталії Вітренко «Народна опозиція» — 2,41 % (25 осіб). Явка — 70,24 % (1036 з 1475 осіб).
За результатами парламентських виборів 2007: Партія регіонів — 82,2 % (739 осіб); «Наша Україна — Народна самооборона» — 4,23% (38 осіб); Блок Юлії Тимошенко — 3,45 % (31 особа). Явка — 60,3 % (899 з 1491 осіб).
За результатами виборів Президента України 2010 (1-й тур): Янукович Віктор — 75,21 % (701 особа), Тігіпко Сергій — 8,91 % (83 особи), Яценюк Арсеній — 3,43 % (32 особи), Тимошенко Юлія — 3 % (28 осіб), Литвин Володимир — 2,25 % (21 особа). Явка — 67,68 % (932 з 1377 осіб).
За результатами виборів Президента України 2010 (2-й тур): Янукович Віктор — 89,41 % (903 особи), Тимошенко Юлія — 6,24 % (63 особи). Явка — 72,77 % (1010 з 1388 осіб).
За результатами парламентських виборів 2019: Слуга Народу — 35,2 % (289 осіб), ОПЗЖ — 34,8 % (285 осіб), Аграрна партія України — 15,5 % (127 осіб), Опозиційний блок — 5,6 % (46 осіб). Явка — 62,9 %.

## Особистості
Уродженці села:
- Петро Нікіфоров (нар. 9 серпня, 1955 р., с. Грубна) — український науковець, доктор економічних наук, декан економічного факультету Чернівецького національного університету імені Юрія Федьковича. Відмінник освіти України.
- Єрофей Васильєв (1943—2014) — російський актор.